# Palau de Casassús
El Palau de Casassús és un palau senyorial estructurat en tres plantes situat a Alzira. A la planta baixa destaquen els arcs gòtics i a la façana el seu escut nobiliari, que és bé d'interès cultural (nombre R-I-51-0011340).

## Descripció
L'antic palau de Casassús està ubicat a la plaça que porta el mateix nom i va ser comprat per l'ajuntament d'Alzira l'any 2005. L'immoble data del segle xvii i té 770 metres quadrats en tres plantes amb una façana de tipus palau senyorial. Es podria dir que, juntament amb l'ajuntament, és un dels exemples d'arquitectura foral de la comarca.
L'antic Palau de Casassús, de finals del segle xvii, va ser adquirit en 2005 per l'ajuntament d'Alzira, per aproximadament 600 000 euros, per rehabilitar-lo i dedicar-lo a dependències i serveis municipals, de l'Associació Empresarial, de la Cambra de Comerç i de la Societat del Polígon Industrial. Al maig de 2012 no estava clar ni la rehabilitació ni la destinació final de l'edifici.